# Avvistamento della Westall School
L'avvistamento della Westall School è un avvistamento di UFO avvenuto nel 1966 da parte di studenti e professori della Westall High School e successivamente della Westall Primary School, due scuole situate a Clayton South, un sobborgo di Melbourne. Si tratta di un avvistamento di massa tra i più noti in Australia.

## Descrizione degli avvenimenti
La mattina del 6 aprile 1966 alle 11 circa i ragazzi di una classe della Westall High School (ora Westall Secondary College) si trovavano nel cortile della scuola, dove stavano completando la lezione di ginnastica insieme al loro professore. All'improvviso videro in cielo un oggetto di forma discoidale e con una cupola sporgente nella parte superiore, di colore grigio-argenteo, lungo apparentemente circa il doppio di un'automobile familiare. Secondo il racconto dei testimoni, l'oggetto scese di quota e sorvolò la scuola in direzione sud-est prima di sparire dalla vista e scendere nella zona chiamata The Grange (ora una riserva naturale) in un'area erbosa circondata da alberi di pino, di fronte alla Westall Primary School. I ragazzi chiamarono i compagni e professori di altre classi. Dopo circa 20 minuti, l'oggetto sconosciuto si sollevò a velocità e si diresse in direzione nord-est. Alcuni testimoni, tra cui il professore di scienze Andrew Greenwood, hanno riferito che quando l'oggetto ha raggiunto una certa altitudine hanno visto che era inseguito e circondato da 5 velivoli non identificati. Fu stimato che tra studenti e professori delle due scuole, i testimoni dell'avvistamento furono circa 200.

## Investigazioni ed eventi successivi
Il giorno successivo, il 7 aprile, la storia fu raccontata in un articolo pubblicato sul quotidiano The Age. L'8 aprile arrivò nella scuola un gruppo di ufologi della Victorian Flying Saucer Research Society (VFSRS), che interrogò studenti e professori ed eseguì un esame nel prato. Il 9 aprile si presentò l'ufologo Brian Boyle, investigatore di un'altra associazione ufologica, la Phenomena Research Australia (PRA); Boyle intervistò i testimoni e prese campioni del terreno dove sarebbe avvenuto l'atterraggio. Lo stesso giorno si presentarono due investigatori delle Forze Armate, uno dei quali in divisa, come ha raccontato lo studente Graham Simmonds, allora capitano della scuola. Il giornale The Dandenong Journal pubblicò sull'avvistamento due articoli, uno il 14 aprile e l'altro il 21 aprile; il 5 maggio pubblicò un'intervista a Frank Samblebe, preside dell'istituto, il quale disse di avere vietato altre interviste a scuola per non distogliere i ragazzi dalle attività scolastiche.

## Spiegazioni
La prima spiegazione fornita per l'avvistamento fu quella della caduta di un pallone meteorologico, ma non fu ritenuta soddisfacente, perché poteva spiegare la discesa dell'oggetto ma non la successiva risalita a velocità. Alcuni scettici australiani hanno avanzato l'ipotesi che poteva trattarsi di un aereo militare sperimentale, ma è stato obiettato che all'epoca l'industria aeronautica australiana non era impegnata nella sperimentazione di nuovi aerei. In alternativa è stato ipotizzato che poteva trattarsi di un paracadute-bersaglio di nylon, dalla forma simile ad una manica a vento e portato da un aereo da traino per realizzare un inseguimento da parte di altri velivoli; a quel tempo questa pratica era in uso da parte della Royal Australian Air Force (RAAF) e spiegherebbe l'avvistamento dei 5 piccoli velivoli attorno all'oggetto, di cui hanno riferito alcuni testimoni.